# Darja Stocker
Darja Stocker (* 1983 in Zürich) ist eine schweizerisch-französische Autorin.

## Leben
Stocker wuchs in Zürich auf. 2002 wurde sie ans Interplay-Festival junger Dramatiker im ungarischen Pécs eingeladen. Ihr erstes Stück, Nachtblind, entstand 2003/2004 im Autorenförderprojekt Dramenprozessor am Zürcher Theater an der Winkelwiese und wurde 2006 dort uraufgeführt.
Der Text handelt vom Tabu der Beziehungsgewalt unter Jugendlichen in der Mittelschicht. Im Mai 2005 erhielt Stocker für Nachtblind den ersten Preis des Heidelberger Stückemarktes und wurde zu den Mülheimer Theatertagen eingeladen. Im April 2006 fand die deutsche Erstaufführung am Staatstheater Hannover statt. Zahlreiche weitere Inszenierungen folgten. Nachtblind wurde ins Spanische, Englische, Russische, Lettische, Polnische, Italienische, Französische und Arabische übersetzt.
Stocker begann zunächst ein Studium der Ethnologie an der Universität Zürich und wechselte 2006 an die Universität der Künste in Berlin, wo sie zur gleichen Zeit wie die Schriftstellerin Anne Rabe Szenisches Schreiben studierte. Im Jahr 2009 hatte ihr Stück Zornig geboren Premiere an den Ruhrfestspielen Recklinghausen und dem Maxim-Gorki-Theater Berlin, in der Regie von Armin Petras.
Zornig geboren erzählt aus dem Leben der Revolutionärin Olympe de Gouges und von einer Familiengeschichte des Widerstands über drei Generationen, vom Zweiten Weltkrieg bis heute. Das Stück stelle die Frage, «ob sich durch kritischen und politischen Einsatz etwas an den gesellschaftlichen Verhältnissen ändern lässt», so die Genderprofessorin Andrea Zimmermann. Im Verlaufe des Stückes würden «Gefühlen, der Kunst und der Erinnerung herausragende Bedeutung zugestanden». Zornig geboren ist teilweise inspiriert von Erfahrungen aus der Familie der Autorin. Die Kindheit von Stockers Großmutter war der Besatzung Frankreichs durch die Nationalsozialisten geprägt, deren Schwester wurde als Mitglied der Résistance ins KZ Ravensbrück gebracht, das sie überlebte.
Gemeinsam mit Claudia Grehn produzierte Darja Stocker 2011 in Weimar und Leipzig Reicht es nicht zu sagen ich will leben; das Stück wurde 2012 zu den Mülheimer Theatertagen eingeladen. Protagonisten des Stückes waren an den Rand gedrängte Armutsbetroffene in Thüringen, sowie geflüchtete Jugendliche, die der Residenzpflicht unterlagen. Historisch nahm das Stück Bezug auf die Nähe des KZ Buchenwald und zog eine Verbindung zu gegenwärtigen rechten Kontinuitäten. Stocker schrieb daraufhin einen Beitrag im Buch Von Buchenwald, nach Europa.
2011 war Darja Stocker Teilnehmerin an der International Residency am Royal Court Theater, London. Im Dezember desselben Jahres nahm sie am „Rêveil. Festival unabhängiger arabischer Theatergruppen“ in Alexandria teil und veröffentlichte einen Beschrieb über die Proteste in Kairo in der „WOZ“ und „Theater der Zeit“.
Seit 2009 beschäftigte Stocker sich zudem mit aktivistischen Bewegungen gegen die Festung Europa in Berlin, Leipzig, Erfurt, sowie in Palermo. Sie war dabei u.a als Übersetzerin für unabhängige Menschenrechtsorganisationen tätig, so unter anderem für die Alarm-Phone-Initiative und das ECCHR. 2013 nahm sie am Weltsozialforum in Tunis teil.
Mit einem Recherchestipendium der Stadt Zürich verbrachte sie das Jahr 2013 in Kairo.
Ihre Kurzstücke take care comrade und precious sowie ihr abendfüllendes Stück Nirgends in Friede. Antigone stellen die Frage von der Möglichkeit globaler Solidarität und Widerstand aus unterschiedlichen Perspektiven.
Nirgends in Friede Antigone wurde 2016 zu den Autorentheatertagen am Deutschen Theater Berlin eingeladen und in Wien nachgespielt. Im selben Jahr gewann ihr Werk den Dramatikerpreis des Kulturkreises Deutscher Wirtschaft 2016.
2018 wurde Darja Stocker vom Goethe-Institut und Pro Helvetia zum Theaterfestival Semanas de las Nuevas Dramaturgias nach Mexiko-Stadt eingeladen.
2019 kam ihr Stück Du Willkür, du verlogener Berg, du vermintes Seelenland am Theater St. Gallen zur Uraufführung. Auch Hundert Jahre weinen oder hundert Bomben werfen, das am Theater Basel uraufgeführt wird, hat die administrative Versorgung und Fremdplatzierung in der Schweiz zum Thema. Stocker hat insofern Zugang zum Thema, als ihr Grossvaters ebenfalls fremdplatziert und Verdingbub war. Das zweite Stück erzählt darüber hinaus von der späteren Ideologisierung eines solch verdingten Arbeiterkindes, das sich freiwillig zur französischen Fremdenlegion meldet und in Algerien innerhalb der Französischen Doktrin Kriegsverbrechen begeht. Das Stück basiert auf einer Interviewserie mit einem ehemaligen Legionär und bezieht sich auf einen Teil der europäischen Kolonialgeschichte.
Darja Stocker lebt mit ihrer Familie in Berlin.

## Werke (Auswahl)
- Hundert Jahre weinen oder hundert Bomben werfen. In Zusammenarbeit mit Mohamedali Ltaief. (Theater und Medien Schaefersphilippen) UA, Oktober 2019 Theater Basel, Regie: Franz-Xaver Mayr
- Du Willkür, du verlogener Berg, Du vermintes Seelenland. (Theater und Medien Schaefersphilippen) UA, Mai 2019 Theater St. Gallen, Regie: Barbara Brüesch
- Oktavia. (Kurzstück) UA 17. Mai 2016 innerhalb der Projekts NERO am Stadttheater Trier, Regie: Julia Wissert
- Nirgends in Friede. Antigone  (Henschel Schauspiel Verlag) UA Dez 2015 Theater Basel, Regie: Felicitas Brucker
- Precious. (Kurzstück) UA im Mai 2014 am Schauspielhaus Zürich im Rahmen des Transit Festivals. Regie: Kamila Politovska
- Take care comrade. (Kurzstück) Performance am 17. Februar 2014 am Theater Freiburg im Breisgau im Rahmen des Art Affects Festivals. Regie: Darja Stocker
- Reicht es nicht zu sagen ich will leben (Co-Autorenschaft mit Claudia Grehn) (Henschel Schauspiel Verlag) UA: 30. Juni 2011, eine Koproduktion des Deutschen Nationaltheaters Weimar mit dem Schauspiel Leipzig, Regie: Nora Schlocker
- Zornig geboren. (Henschel Schauspiel Verlag) UA: 3. Juni 2009, Maxim Gorki Theater Berlin / Ruhrfestspiele Recklinghausen. Regie: Armin Petras.
- Nachtblind. (Henschel Schauspiel Verlag) UA: 18. März 2006, Theater an der Winkelwiese Zürich, Regie: Brigitta Soraperra

## Preise und Auszeichnungen
- 2003: Stipendium Paul Maar des Kinder- und Jugendtheaterzentrums in Deutschland
- 2005: AutorenPreis des Heidelberger Stückemarkts für Nachtblind
- 2016: Dramatikerpreis des Kulturkreises der deutschen Wirtschaft

## Einladungen, Stipendien
- 2018 Einladung nach Mexiko-Stadt mit Nirgends in Friede.Antigone und Zornig geboren. Workshop „trans.resist“ am Goethe-Institut Mexiko.
- 2016 Dramatikerpreis des Kulturkreises Deutscher Wirtschaft
- 2016 Einladung zu den Autorentheatertagen des Deutschen Theaters Berlin mit Nirgends in Friede. Antigone
- 2016 Einladung zum Internationalen Forum des Berliner Theatertreffens
- 2014 Einladung an das Symposium Art Affects-Policies of Emotion Universität Basel und Freiburg in Breisgau, Theater Freiburg
- 2013 Recherchestipendium der Stadt Zürich für Aufenthalte in Kairo und Tunis.
- 2012 Einladung zu den Mülheimer Theatertagen mit Reicht es nicht zu sagen ich will leben
- 2011 Einladung zu Theaterfestival Réveil in Alexandria, Ägypten mit Nachtblind
- 2011 Einladung zur International Residency am Royal Court Theater, London
- 2010 Zornig geboren wird vom ITI in die Liste der 100 besten Stücken Europas aufgenommen.
- 2009 Bestes ausländisches Stück (Zornig geboren) am Theaterfestival Havanna, Cuba
- 2008 Einladung mit Nachtblind an die Theaterfestivals europäischer Dramatik,
- Santiago de Chile und Buenos Aires
- 2008 Einladung zu den Werkstatttagen des Burgtheaters, Wien
- 2007 Einladung zum Theaterfestival Montréal mit Nachtblind
- 2007 Einladung zu den Mülheimer Theatertagen mit Nachtblind
- 2005 Autorenpreis des Heidelberger Stückemarkts für Nachtblind
- 2002 Teilnahme am Interplay Europe, Pécs, Ungarn

## Audioproduktionen
- Nachtblind, Schweizer Radio DRS, Hörbuch: Christoph Merian

### Kritiken (Auswahl)
- Kritik zu Nachtblind. In: NZZ.
- Kritik zu Zornig geboren Auf: www.nachtkritik.de
- Kritik zu Und was hat das mit Sexismus zu tun? Auf: www.nachtkritik.de
- Kritik zu Reicht es nicht zu sagen, ich will leben Auf: www.nachtkritik.de
- Kritik zu Nirgends in Friede. Antigone. In: NZZ.
- Kritik zu Hundert Jahre weinen oder hundert Bomben werfen In: WOZ.
- Kritik zu Hundert Jahre weinen oder hundert Bomben werfen Auf: www.nachtkritik.de